# Magyarország az 1924. évi nyári olimpiai játékokon
Magyarország a franciaországi Párizsban megrendezett 1924. évi nyári olimpiai játékok egyik részt vevő nemzete volt, nyolcvankilenc sportolóval vett részt. A magyar kormány a kért állami támogatás negyedrészét adta meg, így ezt a számot is csak úgy sikerült elérni, hogy a Magyar Labdarúgó-szövetség saját erejéből küldte ki játékosait.
A magyar zászlóvivő Toldi Sándor atléta volt. A magyar sportolók tíz érmet – két arany-, négy ezüst- és négy bronzérmet – nyertek, és ezzel a nem hivatalos éremtáblázaton a 13. helyet szerezték meg. A megszerzett hatvankilenc olimpiai pont hárommal volt több, mint az 1912. évi nyári olimpiai játékokon, a magyar csapat teljesítménye így – lényegesen rosszabb körülmények mellett – hasonló lett a stockholmi olimpián részt vevő magyar csapatéhoz.

## Eredményesség sportáganként
A magyar sportolók kilenc sportágban, illetve szakágban értek el pontot érő helyezést. Az egyes sportágak eredményessége a következő volt:
| Sportág, szakág     | Helyezések száma | Helyezések száma | Helyezések száma | Helyezések száma | Helyezések száma | Helyezések száma | Olimpiai pont | Indulók száma | Indulók száma | Indulók száma |
| Sportág, szakág     |                  |                  |                  | 4.               | 5.               | 6.               | Olimpiai pont | Férfi         | Nő            | Össz.         |
| Atlétika            | 0                | 1                | 0                | 1                | 1                | 0                | 10            | 16            | 0             | 16            |
| Birkózás            | 0                | 1                | 1                | 0                | 0                | 3                | 12            | 12            | 0             | 12            |
| Evezés              | 0                | 0                | 0                | 0                | 1                | 0                | 2             | 7             | 0             | 7             |
| Kerékpározás        | 0                | 0                | 0                | 1                | 0                | 0                | 3             | 4             | 0             | 4             |
| Labdarúgás          | 0                | 0                | 0                | 0                | 0                | 0                | 0             | 11            | 0             | 11            |
| Művészeti versenyek | 0                | 1                | 0                | 0                | 0                | 0                | 5             | 2             | 0             | 2             |
| Ökölvívás           | 0                | 0                | 0                | 0                | 0                | 0                | 0             | 1             | 0             | 1             |
| Sportlövészet       | 1                | 0                | 0                | 0                | 0                | 1                | 8             | 7             | 0             | 7             |
| Tenisz              | 0                | 0                | 0                | 0                | 0                | 0                | 0             | 4             | 1             | 5             |
| Úszás               | 0                | 0                | 1                | 0                | 0                | 0                | 4             | 5             | 1             | 6             |
| Vívás               | 1                | 1                | 2                | 1                | 0                | 1                | 24            | 9             | 1             | 10            |
| Vízilabda           | 0                | 0                | 0                | 0                | 1                | 0                | 2             | 8             | 0             | 8             |
| Összesen            | 2                | 4                | 4                | 3                | 3                | 5                | 70            | 86            | 3             | 89            |

1. ↑  Kerékpározásban a MOB táblázata egy darab 5. helyezést és 2 pontot ír. Hivatalosan kerékpározásban a tandem versenyszámban a magyar páros 4. helyezést ért el.[2] Így a táblázatban a MOB adataitól eltérően kerékpározásban egy darab 4. helyezett és 3 pont, összpontszámként 70 pont szerepel.

## Érmesek
| Érem  | Sportoló | Sportág             | Versenyszám            |
| ----- | --- | ------------------- | ---------------------- |
| Arany | Halasy Gyula | Sportlövészet       | agyaggalamblövés       |
| Arany | Pósta Sándor | Vívás               | kardvívás-egyéni       |
| Ezüst | Somfay Elemér | Atlétika            | ötpróba                |
| Ezüst | Keresztes Lajos                                                                                                  | Birkózás            | kötöttfogás-könnyűsúly |
| Ezüst | Hajós Alfréd Lauber Dezső                                                                                        | Művészeti versenyek | építészet              |
| Ezüst | Berty László Garay János Pósta Sándor Rády József Schenker Zoltán Széchy László Tersztyánszky Ödön Uhlyárik Jenő | Vívás               | kardvívás-csapat       |
| Bronz | Badó Rajmund | Birkózás            | kötöttfogás-nehézsúly  |
| Bronz | Bartha Károly | Úszás               | 100 m hátúszás         |
| Bronz | Garay János | Vívás               | kardvívás-egyéni       |
| Bronz | Berty László Lichteneckert István Pósta Sándor Schenker Zoltán Tersztyánszky Ödön                                | Vívás               | tőrvívás-csapat        |

## További magyar pontszerzők

### 4. helyezettek
| Név                                                         | Sportág      | Versenyszám     |
| ----------------------------------------------------------- | ------------ | --------------- |
| Gerő Ferenc Kurunczy Lajos Muskát László Rózsahegyi Gusztáv | Atlétika     | 4 × 100 m váltó |
| Grimm János Uhereczky Ferenc                                | Kerékpározás | tandem          |
| Schenker Zoltán                                             | Vívás        | kard, egyéni    |

### 5. helyezettek
| Név | Sportág   | Versenyszám  |
| --- | --------- | ------------ |
| Gáspár Jenő | Atlétika  | magasugrás   |
| Morich Ervin Szendey Béla                                                                                       | Evezés    | kétpárevezős |
| Barta István Fazekas Tibor Homonnai Lajos Homonnai Márton Keserű Alajos Keserű Ferenc Vértesy József Wenk János | Vízilabda | férfi        |

### 6. helyezettek
| Név                                                      | Sportág       | Versenyszám               |
| -------------------------------------------------------- | ------------- | ------------------------- |
| Matura Mihály                                            | Birkózás      | kötöttfogás, könnyűsúly   |
| Radvány Ödön                                             | Birkózás      | kötöttfogás, pehelysúly   |
| Varga Béla                                               | Birkózás      | kötöttfogás, félnehézsúly |
| Szomjas Gusztáv Szomjas László Takács Elemér Velez Rezső | Sportlövészet | futócél, csapat           |
| Tary Gizella                                             | Vívás         | tőr, egyéni               |